# Brunettia anfracta
Brunettia anfracta är en tvåvingeart som beskrevs av Quate 1967. Brunettia anfracta ingår i släktet Brunettia och familjen fjärilsmyggor. Inga underarter finns listade i Catalogue of Life.